# Tixtla
Tixtla è un centro abitato del Messico, situato nello stato di Guerrero, capoluogo del comune di Tixtla de Guerrero.